# Route de Grenade
La route de Grenade est une voie publique de Blagnac, commune de la métropole de Toulouse, dans le Midi de la France.

## Situation et accès
La route de Grenade est une voie publique située dans Blagnac. Elle correspond à une partie de l'ancienne route départementale 13, classée en 1813 entre Grenade et Toulouse. En 1938, elle devient la route départementale 2, de Grenade à Revel en passant par Toulouse. En 2017, la partie de la route sur le territoire de Toulouse Métropole lui est transférée et elle devient la route métropolitaine 2.
La route de Grenade est parcourue et desservie dans sa première partie, entre le port de l'Embouchure et le rond-point Jean-Bégué, par la ligne de bus 70.
Voies rencontrées
La route de Grenade rencontre les voies suivantes, dans l'ordre des numéros croissants (« g » indique que la rue se situe à gauche, « d » à droite) :
1. Rond-point Jean-Maga
2. Avenue Pierre-Georges-Latécoère (g)
3. Avenue de Purpan (d)
4. Rue du Château-d'Eau (d)
5. Rue Saint-Michel-du-Touch (g)
6. Rue Léon-Raymondis (g)
7. Rue de l'Escale (d)
8. Rue de l'Escale (d)
9. Avenue Lucien-Servanty
10. Rue François-Villon - accès piéton (d)
11. Rue Ginestet (g)
12. Rue Alphonse-Daudet (d)
13. Impasse des Peyrous (g)
14. Rue Pierre-Loti (d)
15. Rue Jean-Moulin (g)
16. Rue Honoré-de-Balzac (d)
17. Rue d'Armagnac (g)
18. Rue de Bourgogne (g)
19. Rue Jean-de-La Fontaine(d)
20. Rue de Guyenne (g)
21. Chemin des Sœurs (d)
22. Impasse des Flandres (g)
23. Chemin de Bélisaire (g)
24. Rue Pasteur (d)
25. Rue de Bûches (d)
26. Allée des Mûriers
27. Place du Relais
28. Avenue de Cornebarrieu (g)
29. Vieux chemin de Grenade (d)
30. Chemin d'Aussonne (g)
31. Rue des Allières (d)
32. Rue Paul-Gauguin (g)
33. Avenue du Général-de-Gaulle (g)
34. Rue Henri-Matisse (d)
35. Rond-point de Bosc
36. Rue Marc-Chagall (d)
37. Impasse Auguste-Renoir (d)
38. Rue des Tonneliers (g)
39. Rue du Puits-d'Uzou (d)
40. Rue des Orfèvres (g)
41. Chemin du Pesayre (d)
42. Impasse du Riou (g)
43. Avenue Georges-Brassens (g)
44. Chemin du Moulin-de-Naudin (d)
45. Rond-point de Buxtehude
46. Rue Isaac-Newton (g)
47. Rue Georges-Gay (g)
48. Rond-point François-Mitterrand
49. Boulevard Alain-Savary (g)
50. Chemin du Ferradou (d)
51. Boulevard Persée (d)
52. Route de Grenade - Beauzelle

## Bâtiments remarquables et lieux de mémoire
- no  11 : écoles maternelle et primaire Aérogare. 
Un groupe scolaire est construit dans les années 1970 sur une parcelle entre la route de Grenade et la place de Verdun. Il est composé de plusieurs bâtiments préfabriqués. En 2019, l'ensemble est démoli, tandis que de nouveaux bâtiments sont construits[1] : le nouveau groupe scolaire, construit sur les plans de l'agence Matte Devaux Rousseau Architectes, devrait accueillir 11 classes d'élémentaires et 6 de maternelles. Le projet inclut la création d'un nouveau parc, le jardin du Petit Prince.
- no  13 bis : ancienne gare de Blagnac.
- no  61 : ancienne ferme.
- no  66 : ancienne ferme.
- no  74 : ancienne ferme.
- no  81 : ancienne ferme.
- no  102 : ancienne ferme.
- no  106 : ancienne ferme.
- complexe sportif d'Andromède.
- rond-point du Bosc. 
Le rond-point paysager est aménagé dans les années 1990. Au sommet d'une butte est placé un puits de maraîcher, qui rappelle l'activité agricole du terroir de Blagnac au XIXe siècle. Le puits carré est bâti en brique et en galets de Garonne. Il est surmonté d'un toit en bois à deux pans. Une rivière de galets s'écoule du puits jusqu'au bas de la butte.
- rond-point de Buxtehude. 
Le rond-point est nommé en l'honneur de Buxtehude, commune allemande jumelée avec Blagnac. En juin 2015, à l'occasion des trente ans de ce jumelage, une délégation allemande offre deux sculptures : un lièvre et un hérisson, héros d'un conte des frères Grimm qui se déroule justement à Buxtehude. Elles sont installées sur le rond-point Émile-Dewoitine, mais la statue du lièvre est volée en 2017[2]. En 2020, retrouvée, elle est finalement installée, mais seule, sur le rond-point de Buxtehude. La statue, en résine, représente un lièvre, habillé d'une redingote. Il est remarquable pour ses couleurs bleu et jaune.